# Norazo
A Norazo  (hangul:  노라조, Noradzso, RR: Norajo) 2005-ben alakult dél-koreai duó, akik excentrikus fellépésükről és komikus dalszövegeikről ismertek. Eredeti tagjai Cso Bin (Jo Bin) és I Hjok (Lee Hyuk) voltak, a duó rendszeresen részt vett az Immortal Songs zenei műsorban.

## Története
Az együttes tagjai külön-külön dolgoztak, úgy találkoztak, hogy egy gyakorlótermet kezdtek el használni. Cso Bin (Jo Bin) azzal vette rá I Hjok (Lee Hyuk)ot a csatlakozásra, hogy azt mondta neki, balladákat fognak énekelni. Az együttes másfajta zenét akart képviselni, mint általában a K-pop, ezért döntöttek a humoros vonal mellett.
I Hjok (Lee Hyeok) 2017 februárjában kilépett, hogy saját együttest alapítson. 2018 augusztusában a Norazo új taggal tért vissza.

## Tagjai
- Cso Bin (조빈, Jo Bin) (születési neve: Cso Hjondzsun (Jo Hyun-jun), 조현준), születési éve: 1977[1]
- Vonhum (원흠, Won-heum)[6] (születési neve: Cso Vonhum (Jo Won-heum), 조원흠), születési éve: 1984

Korábbi tagok
- I Hjok (이혁, Lee Hyuk) (születési neve: I Dzsejong (Lee Jae-yong), 이재용), születési dátuma: 1979. augusztus 26.[1]

## Diszkográfia

### Albumok
- 2005. 08. 02. Norazo - The First Album[7]
- 2007. 03. 20. Miszongnjon csabulgama (Miseongnyeon jabulgama) (미성년자불가마)
- 2008. 11. 20. Three Go
- 2010. 04. 20. Hvangolthalthe (Hwangoltaltae) (환골탈태)
- 2011. 11. 04. Csongukcsephe (Jeongukjepae) (전국제패)

### Kislemezek
- 2006. 05. Tehan Minguk (Daehan Minguk) (대한민국)
- 2009. 03. 31. Arche
- 2009. 07. 08. Kodungo (Godeungeo) (고등어)
- 2009. 12. 01. Jasimdzsak (Yasimjak) (야심작)
- 2010. 03. 10. 2010 Norazo Namagong World Cup Song (2010 노라조 남아공 월드컵송)
- 2010. 10. 06. Phjodzsoldzsak (Pyojeoljak) (표절작)
- 2010. 12. 16. Mongmongi (Meongmeongi) (멍멍이)
- 2011. 05. 06. Phodzsangmacsha (Pojangmacha) (포장마차)
- 2011. 08. 19. She’s gone
- 2011. 09. 22. Ppalgannal (빨간날)
- 2012. 05. 04. Jodzsaszaram (Yeojasaram) (여자사람)
- 2013. 11. 13. Jaszengma (Yasaengma) (야생마)
- 2014. 05. 12. Cshiigo pakhigo munungszangsza (Chiigo bakhigo muneungsangsa) (치이고 박히고 무능상사)
- 2014. 06. 17. Mariorang Norazo (마리오랑 노라조)
- 2014. 09. 23. First Evo.7
- 2015. 02. 16. Ni phaldzsaja (Ni paljaya) (니 팔자야)
- 2016. 02. 04. Mongmongiva njangi (Meongmeongiwa nyangi) (멍멍이와 냥이)
- 2018. 08. 21. Szaida (Saida) (사이다)
- 2019. 07. 18. Shower